# 朱奠埨
臨川恭順王朱奠埨（1435年—1472年），明朝臨川康僖王朱磐熚与原配黄妃所生的嫡长子，后废为庶人。

## 生平

### 受封长子
正统四年（1439年）四月，得赐名。十二月，黄妃薨，明英宗遣中官致祭命有司营葬。七年（1442年），受封为临川国长子。十年（1445年）七月，朝廷遣魏国公徐显宗等为正使，给事中陈傅等为副使，各自持节册金氏为朱奠埨夫人，赐诰命冠服等件。

### 被废
天顺四年（1460年）七月，朱奠埨奏称朱磐熚疯了，想诬告自己不孝，改立继妃王氏所生的朱奠墼为嗣子，及僭造宫殿、床幕、祖母去世不守丧、淫祖父宫人、刻凤头鹰觜诸凶神、数十日夜祭赛咒诅、不时出城夺取民家财物、将想出首其不法行为的内使王礼杖杀等。
此事被交给三法司，刑部尚书陆瑜等商议，认为朱磐熚行为不端有亏父道，朱奠埨怀私怨望也失子职，将父子都召来京城讯问，遣锦衣卫官、郎中、御史调查。英宗准，致书朱奠埨堂兄宁王朱奠培，称差内官打剌赤、李广、锦衣卫指挥佥事郭瑛携带敕书取朱磐熚、朱奠埨来京，令所在军卫有司应付水陆脚力，临川王家眷严令所在军卫有司看守，确保他们有住所，并敕江西都布按三司巡按御史用心照管，不许怠忽。十月，命内官、皇亲讯问朱磐熚、朱奠埨，又敕朱奠培指责召二人进京时郡王、仪宾不来迎行礼等罪。十二月，英宗写信给朱奠培，称已查明朱磐熚违理犯法非止一端，甚至僭越使用服饰、器皿，还有诅咒等事，又不自悔，肆言怨望；朱奠埨也不时抢夺人物，又毁骂亲父，父子都悖逆不道，自己念宗室之亲不忍加法，都降为庶人，且考虑到他们父子交恶不可同处，特令朱磐熚守凤阳祖陵，朱奠埨守宁献王坟，各自同家眷居住，有司每月给薪米。临川国除。
一说朱磐熚获罪系与朱奠培交恶而被其构陷。

### 被废后
成化三年（1467年）五月，朱奠埨奏称自己服罪，但一同被禁锢的二十一岁的儿子和二十岁的女儿却无辜。礼部尚书姚夔上报，宪宗同情，认为罪不及子女，准许朱奠埨的子女与士庶之家婚配，令有司给财礼助其成婚。四年（1468年）正月，赐朱奠埨食米每月三石，命江西布政司给房屋以居住。
成化八年（1472年），朱奠埨去世。二十年（1484年）七月，加赐朱奠埨遗孀金氏食米每年三十六石。

### 身后
朱奠埨生朱覲鐸，朱覲鐸生朱宸𤁾。弘治七年（1494年）三月，明孝宗命朱宸𤁾夫妇和朱奠埨的孙女每人每月支米一石五斗，朱奠埨的孙女婿陈昱每月支米六斗。
朱宸𤁾生朱拱檤。嘉靖十五年（1536年），朱拱檤请求袭封临川王，明世宗认为临川国早已除国，不许，仅封朱拱檤为镇国中尉兼理临川府事。
嘉靖二十五年（1546年），追封朱奠埨为临川王，諡恭順。三十五年（1556年），朱磐熚也被追复为临川康僖王。但临川国仍然没有复封，朱拱檤后来也因获罪被废。

## 子孫
- 子：庶人朱覲鐸[14]
  - 子：庶人朱宸𤁾[14]
    - 第一子：庶人→鎮國中尉→庶人朱拱檤[14]
      - 第一子：輔國中尉朱多𰟆[14]
        - 第一子：奉國中尉朱謀堼[15]
          - 第一子：奉國中尉朱統錝[15]
          - 第二子：奉國中尉朱統鑾[15]

        - 第二子：奉國中尉朱謀莊[15]
          - 第一子：奉國中尉朱統録[15]

      - 第二子：輔國中尉朱多𤇞[14]
        - 第一子：奉國中尉朱謀臻[15]
          - 第一子：奉國中尉朱統𬬔[15]
          - 第二子：奉國中尉朱統鐓[15]

        - 第二子：奉國中尉朱謀壆[15]
        - 第三子：奉國中尉朱謀𫾪[15]
        - 第四子：奉國中尉朱謀頡[15]

      - 第三子：輔國中尉朱多炓[14]
        - 第一子：奉國中尉朱謀𫮊[15]
          - 第一子：奉國中尉朱統鏚[15]

        - 第二子：奉國中尉朱謀教[15]
        - 第三子：奉國中尉朱謀䞥[15]
        - 第四子：奉國中尉朱謀耋[15]
        - 第五子：奉國中尉朱謀耊[15]

      - 第四子：輔國中尉朱多焪[14]
        - 第一子：奉國中尉朱謀詩[15]
        - 第二子：奉國中尉朱謀㓤[15]
        - 第三子：奉國中尉朱謀⿰尚刂[15][16]

    - 第二子：庶人朱拱栭[15]
    - 第三子：庶人朱拱槌[15]
      - 第一子：庶人朱多熩[15]
        - 第一子：庶人朱謀塺[15]
        - 第二子：庶人朱謀塖[15]

      - 第二子：庶人朱多⿱佘火[15]